# Teheran (Fernsehserie)
Teheran (hebräischer Originaltitel: טהרן) ist eine 2020 begonnene israelische Agententhriller-Fernsehserie, die von der geheimdienstlichen Tätigkeit einer israelischen Mossad-Agentin in Iran erzählt. Sie besteht aus drei achtteiligen Staffeln, die dritte Staffel ist bisher nur in Israel erschienen.

## Handlung

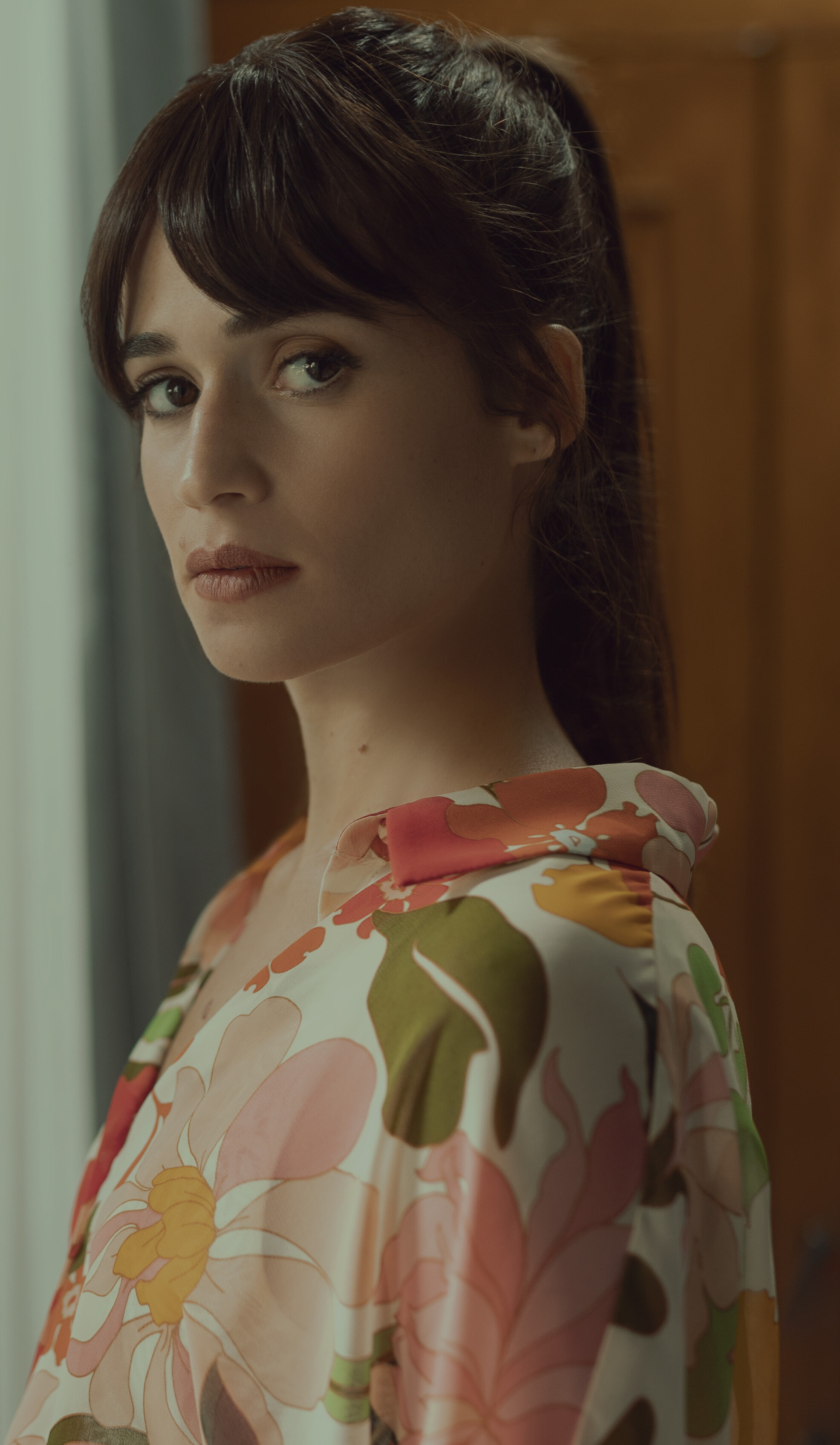
Niv Sultan, Darstellerin der Tamar Rabinyan

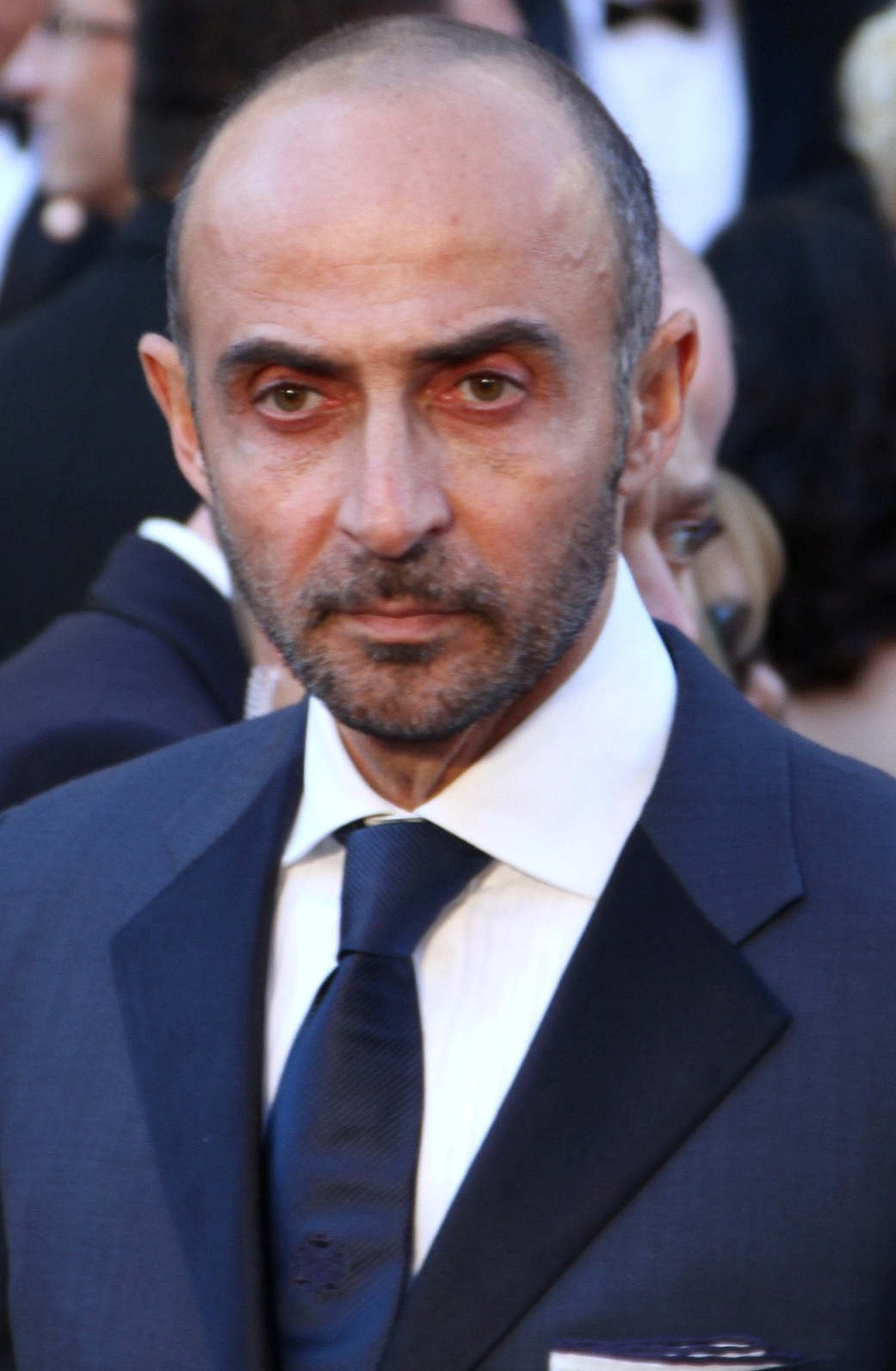
Shaun Toub, Darsteller des Faraz Kamali

Im Zentrum der Handlung steht Tamar Rabinyan, eine junge israelisch-jüdische Frau, die in Iran geboren und in Israel aufgewachsen ist. Sie arbeitet als Agentin des israelischen Auslandsgeheimdienstes Mossad vorwiegend in Iran und wendet dabei auch Hacker-Methoden an.
Jeder Episode ist der Hinweis vorangestellt, dass alle in der Serie dargestellten Figuren und Ereignisse gänzlich erfunden sind und dass jede Ähnlichkeit zu tatsächlichen Ereignissen oder Personen, seien es lebende oder tote Personen, rein zufällig ist.

### Staffel 1
Tamars Auftrag ist es, in Teheran die iranischen Flugabwehrraketensysteme zu stören, damit israelische Kampfflugzeuge ein iranisches Atomkraftwerk bombardieren und Israel die Islamische Republik Iran so daran hindern kann, eine Kernwaffe zu produzieren. Im Teheraner Flughafen wechselt sie ihre Identität und tritt fortan unter der Identität von Zhila Gorbanifar auf, einer muslimischen Mitarbeiterin eines Teheraner Elektrizitätsunternehmens. In der Rolle versucht sie von der Zentrale dieser Firma aus die Stromversorgung des iranischen Radarsystems zu unterbrechen, um einen anhaltenden Angriff der israelischen Luftwaffe zu ermöglichen. Ihre Mission scheitert, weil ein Mitarbeiter des Elektrizitätsunternehmens, der sie für Gorbanifar hält, versucht sie zu vergewaltigen; sie tötet ihn infolgedessen.
Tamar entkommt und taucht in Teheran unter, versteckt sich dabei auch bei ihrer Tante. Doch Faraz Kamali, ein leitender Ermittler bei der Iranischen Revolutionsgarde, ist auf den Identitätstausch am Flughafen aufmerksam geworden und fahndet deshalb nach Tamar. Dabei stößt er, unterstützt von seinem Assistenten Ali, zunächst auf Masoud Tabrizi, den Inhaber eines Teheraner Reisebüros, der insgeheim Tamar und den Mossad unterstützt. Faraz verhört ihn und zwingt ihn unter Androhung seiner Hinrichtung dazu, ihm Informationen zum Ergreifen Tamars zu geben. Unterdessen entführt der Mossad Faraz’ Ehefrau Nahid, als diese nach einem chirurgischen Eingriff von Paris aus nach Teheran zurückkehren möchte, und erpresst so Faraz dazu, die Mossad-Aktivitäten nicht zu durchkreuzen. Faraz entführt indes Tamars Vater nach Istanbul, um Tamar in seinem Sinne zu erpressen. Er sieht jedoch schließlich davon ab, den Vater zu töten, als dieser sich nichtfeindlich gegenüber Iran äußert.
Tamar findet Zuflucht bei einer Gruppe junger pro-demokratischer Aktivisten. Dazu gehört auch Milad, den sie davon überzeugt, einen befreundeten Kontaktmann im Elektrizitätswerk einzuspannen, um auf digitalem Weg in das Werk zu gelangen, damit sie einen weiteren Versuch zur Sabotage der Flugabwehrsysteme wagen kann. Milad hilft Tamar später aber nur widerwillig, weil er von Tamars wahrer Identität und Beruf erfährt. Um sicherzustellen, dass die Sabotage nicht erneut scheitert, begibt sich Tamars Vorgesetzte beim Mossad, Yael Kadosh, nach Teheran. Yael ist eine Doppelagentin und lässt sie sich von ihrem Liebhaber Qasem Mohammadi, Geheimdienstchef bei der Revolutionsgarde, mit Falschinformationen über die Flugabwehrsysteme versorgen, um den Mossad in eine Falle tappen zu lassen. Die Mission des Mossad scheitert und ein israelisches Kampfflugzeug wird von iranischer Seite abgeschossen. Faraz macht Yael und Tamar ausfindig, erschießt Yael und wird von Tamar verwundet, ehe diese gemeinsam mit Milad untertaucht.

### Staffel 2

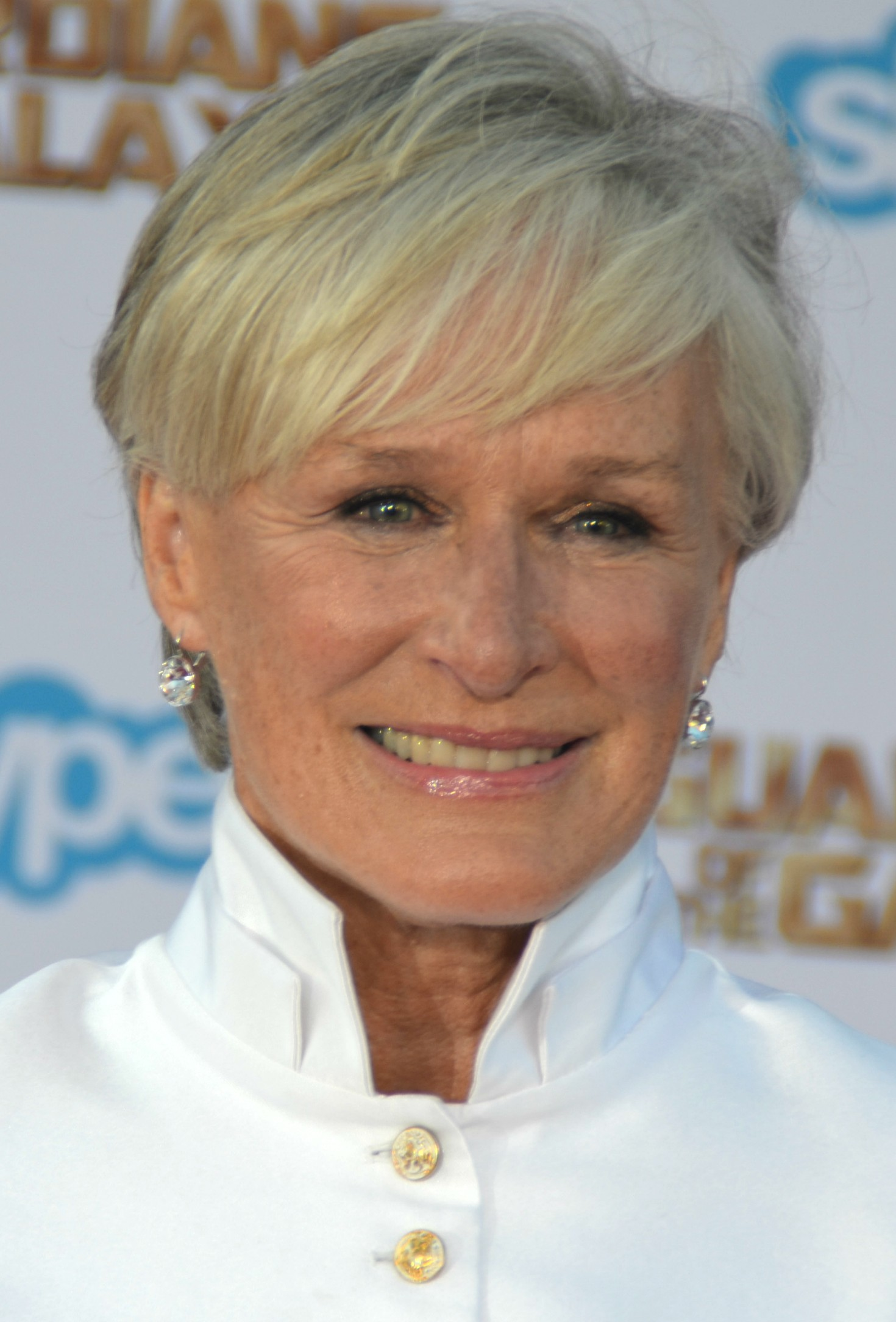
Glenn Close, Darstellerin der Marjan Montazeri

Zwei Monate nach dem Ende der ersten Staffel befreit der Mossad mit Tamars Hilfe den israelischen Kampfjet-Piloten, der nach dem vereitelten Angriff auf die iranischen Atomanlagen gefangen genommen wurde, aus iranischer Haft. Dabei erhält Tamar unverhofft Hilfe von der britischen Mossad-Agentin Marjan Montazeri. Qasem Mohammadi wird als neuer Oberbefehlshaber der Iranischen Revolutionsgarde vereidigt und lässt als Zeichen gegen Israel und den Zionismus mehrere Unterstützer israelischer geheimdienstlicher Aktivitäten hinrichten, darunter auch Tamars Tante. Da der Mossad Mohammadi als größte Gefahr für Israel betrachtet, beginnt er eine neue Mission mit dem Ziel, ihn zu töten. Operativ mitkoordiniert von Marjan, führt Tamar die Mission mit Milads Hilfe aus, während Faraz und Ali nach ihnen fahnden. Indes wird Marjan, die in Teheran offiziell als Psychotherapeutin praktiziert, von Faraz privat zur Behandlung seiner psychisch labilen Gattin Nahid engagiert.
Unter Nutzung von Milads Bekanntem Vahid Nemati verschafft sich Tamar Zugang zu gesellschaftlichen Kreisen, in denen Qasems erwachsener Sohn Peyman verkehrt. Tamar gelingt es, Peymans Vertrauen zu gewinnen, und platziert in seiner Tasche einen für Qasem bestimmten Tennisschläger, dessen Griff mit Gift präpariert ist, noch nicht ahnend, dass Faraz im Umfeld von Peyman und Vahid ermittelt. Faraz berührt den Griff und begegnet Tamar, welche er aber notgedrungen entkommen lässt, weil sich ihm Marjan indes als Mossad-Agentin zu erkennen gegeben hat und ihm damit droht, das Leben seiner Frau zu gefährden. Faraz ist dadurch auch gezwungen, Ali zu belügen, während er durch die Vergiftung dem Tode nahekommt. Marjan verabreicht ihm aber ein Gegengift, weil der Mossad es für nutzbringender hält, dass Faraz die Arbeit des Mossad unterstützt.
Ali entdeckt, dass Faraz ihn belügt, und überzeugt ihn deshalb davon, sich intern zu stellen. Unterwegs geraten Ali und Faraz jedoch in Streit, bei dem Faraz Ali erschießt, danach versucht er die Tat gegenüber seinem Vorgesetzten als Selbstmord Alis zu verschleiern. Mit Aufnahmen dieser Tötung erpresst Marjan von Faraz dessen Kooperation mit dem Mossad. Gezwungenermaßen ermöglicht Faraz daher Tamar durch eine gefälschte Sicherheitsüberprüfung die Teilnahme an einer Familienfeier der Mohammadis. Dort präpariert sie mit Milads Hilfe einen Sportwagen in der Annahme, er würde in Kürze von Qasem gefahren. Bei einem privaten Autorennen nutzt jedoch Peyman dieses Auto, sodass statt Quasem Peyman einen tödlichen Verkehrsunfall erleidet.
Yulia, die die Mossad-Aktivitäten von Tel Aviv aus überwacht, verbietet Marjan, bei der Trauerfeier für Peyman die Chance zu nutzen, Qasem dort zu töten. Tamar über dieses Verbot im Unklaren lassend, leitet sie den Einsatz dennoch, bei dem sie und Tamar mit Faraz' Hilfe in den Sicherheitsbereich gelangen. Dort wird Marjan durch Nahid, von der sie verachtet wird, tödlich vergiftet. Tamars Plan, Qasem tödlich zu vergiften, scheitert zwar, allerdings bringt sie durch einen Anruf das Smartphone, welches Peyman gehörte und der Mossad zuvor präpariert hatte, zur ferngesteuerten Explosion, als Qasem den Anruf entgegennimmt. Danach will Tamar mit Milad untertauchen, dabei sieht sie das dafür vorgesehene Auto explodieren, als Milad es anlässt.

### Staffel 3

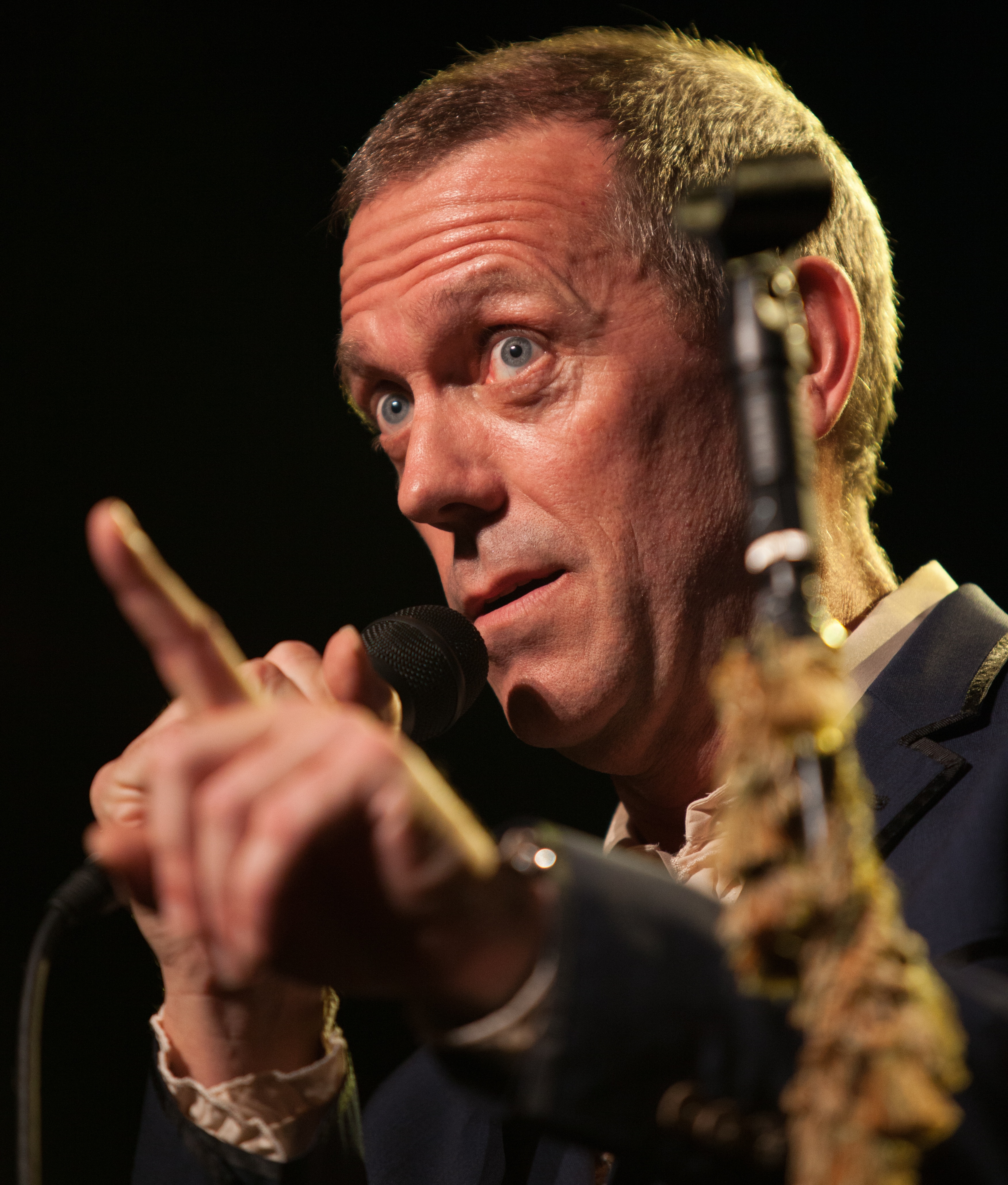
Hugh Laurie, Darsteller des Eric Peterson

Nach dem Mord an Milad durch den Mossad und Tamars nur knappem Überleben steht sie zwischen den Fronten: Die Revolutionsgarden und auch der Mossad selbst jagen sie – Letzterer, weil sie Qasem entgegen direkter Befehle getötet hat. Ein israelischer Agent vor Ort, Amir, versucht sie zu töten, doch Tamar kommt ihm zuvor. Sie taucht unter und findet Zuflucht in einem Frauenhaus.
Parallel dazu ist Eric Peterson, ein südafrikanischer Nuklearinspektor, überzeugt, dass Iran heimlich an einer Atombombe arbeitet – entgegen aller bisherigen Befunde und internationalen Inspektionen. Als Leiter eines Inspektionsteams installiert er heimlich eine Spionagekamera in einer iranischen Atomanlage, wird jedoch von einem Kollegen entdeckt, der ihn zur Entfernung drängt. Kurz darauf wird Peterson von Faraz Kamali verhaftet, seine gesamte Delegation inhaftiert.
Tamar gelingt es, an den Laptop der verstorbenen Mossad-Agentin Marjan zu gelangen und nutzt die darauf gespeicherten Informationen, um sich vor der Tötung durch den Mossad zu schützen. Sie entdeckt Hinweise auf ein geheimes iranisches Nuklearprojekt, bei dem über eine Reederei Bauteile für einen nuklearen Sprengkopf ins Land geschmuggelt werden. Die Firma gehört dem einflussreichen Schmuggler Ramin Rasmi, den Tamar gezielt für ihre Zwecke gewinnt. Mit diesen Informationen kann sie Yulia Magen vom Mossad überzeugen, ihre Exekution abzublasen. Von da an arbeitet Tamar mit dem Agenten Nissan zusammen, der im Mossad unter dem Codenamen הָאוּחַ (ha-Oach, deutsch: „der Uhu“) bekannt ist.
Tamar und Peterson begegnen sich erstmals in Ramins Lagerhalle. Dort wird Peterson von iranischen Kräften zur Mitarbeit gezwungen, um beim Zusammenbau und Test der Bombe zu helfen. Gleichzeitig dringen ahnungslose Räuber in das Gebäude ein, es kommt zu einer Schießerei und Peterson wird als Geisel verschleppt.
Faraz entführt Tamar, handelt jedoch mit Yulia Magen einen Deal aus: Im Gegenzug für Asyl in Norwegen für sich und seine Frau will er mit dem Mossad kooperieren und Tamar nicht töten. Als Zeichen des Entgegenkommens wird ein Mossad-Agent zu seiner Frau Nahid geschickt, die bereits eine Flucht plant. Doch Nissan und Tamar überrumpeln Faraz, sperren ihn ein und setzen die Befreiung Petersons ohne ihn fort.
Sie spüren Petersons Entführer auf, bevor es zu einer Übergabe an Ramin kommt und retten ihn im letzten Moment vor dem Zugriff der Revolutionsgarden. Dabei wird Tamar jedoch von Ramin enttarnt, der im Gegenzug verhaftet wird. Der Mossad ordnet an, Peterson nach Israel zu bringen, doch dieser schlägt unerwartet um: Er enttarnt sich als Doppelagent, der von Anfang an mit den Revolutionsgarden zusammengearbeitet hat. Seine vermeintliche Inhaftierung war Teil einer ausgeklügelten Täuschung. Mit Hilfe von Faraz gelingt ihm die Flucht.
Faraz zwingt inzwischen den verhafteten Ramin, Tamar ausfindig zu machen, um seine Loyalität gegenüber dem iranischen Regime zu beweisen. Peterson arbeitet nun weiter an der Waffe. Doch in der Nuklearanlage wird Malware entdeckt – installiert durch Ramin, der insgeheim auch mit der CIA zusammengearbeitet hat, um das Projekt zu sabotieren. Gemeinsam mit Tamar versucht er, die Iraner an der Fertigstellung der Bombe zu hindern.
Peterson entdeckt schließlich mithilfe einer vertrauenswürdigen Wissenschaftlerin, dass das Steuerungssystem der Waffe fehlerhaft ist. Nissan tötet die Wissenschaftlerin, wird jedoch kurz darauf selbst von Spezialeinheiten erschossen. Nachdem Peterson die Malware entfernt hat, setzt er unbemerkt einen Zeitzünder für eine Explosion um 12 Uhr. Sein Ziel: eine unterirdische Explosion im Testlabor, die seismisch messbar ist, internationale Aufmerksamkeit auf sich zieht und das iranische Atomprogramm nachhaltig zerstört.
Doch die Iraner beschließen kurzfristig, den Sprengsatz früher und oberirdisch zu testen und ihn dafür quer durch Teheran zu transportieren. Peterson erkennt die drohende Katastrophe und bittet Tamar und Ramin um Hilfe, um die Zündung zu verhindern. Sie befreien ihn während seines Gefangenentransports und zwingen schließlich auch Faraz zur Mitarbeit. Trotz ihres Misstrauens gegenüber Peterson ist der drohende Massenmord zu gefährlich, um untätig zu bleiben.
Im finalen Einsatz gelingt es ihnen, den radioaktiven Kern zu entfernen, bevor der Sprengsatz detoniert. Die verbleibende konventionelle Explosion tötet Peterson und Faraz. Eine nukleare Katastrophe ist verhindert. Tamar und Ramin können mit dem Kern und ihrem Leben entkommen, während iranische Spezialkräfte am Ort der Explosion eintreffen.

## Entstehung
Produziert wird die Serie durch den staatlichen israelischen Fernsehsender Kan 11 in Kooperation unter anderem mit der kanadischen Firma Cineflix Productions und der deutsch-belgischen Paperplane Productions. Kurz vor Beginn der israelischen Fernseherstausstrahlung der ersten Staffel wurde bekannt, dass der Streamingdienst Apple TV+ fortan als Koproduzent fungiert und die exklusiven weltweiten Streaming-Rechte erworben hat.
In der Islamischen Republik Iran konnte die Serie nicht gedreht werden, weil das Produktionsteam dafür keine Genehmigung erhielt. Man suchte deshalb nach einem alternativen Drehort im Mittelmeerraum und entschied sich für Athen, weil die Stadt nach Aussage des Szenenbildners Yoel Herzberg eine ähnliche Mischung aus modernen, neoklassizistischen und europäischen Gebäuden aufweise wie der Haupthandlungsort Teheran. Aufgrund des ähnlichen Straßenbildes beider Städte konnte man auf neue Filmsets und künstliche Fassaden verzichten. Problematisch war allerdings die Suche nach Drehorten, die frei von Graffiti und Streetart sind, sodass man als Vorbereitung für die Dreharbeiten zahlreiche Marmorwände, -treppen und -säulen reinigen musste und mit Postern, Flugblättern, Zeichen und Werbung mit iranischen Motiven versah. Um iranische Kunst in die Darstellung der Stadt einzubeziehen, dienten Zeichnungen und Fotos der Künstler Homa Arkani und Kiana Hayeri als Inspirationsquelle. Um den Alltag und die Kultur Irans abzubilden, nutzte Herzberg iranische Spiel- und Dokumentarfilme, die vorrangig aus dem Blickwinkel Einheimischer entstanden waren, sodass seiner Aussage entsprechend amerikanische oder eurozentrische Interpretationen des Landes vermieden werden konnten. Dazu gehörten neben den Filmen Perserkatzen kennt doch keiner (2009) und Raving Iran (2016) auch die Arbeiten des Oscar-prämierten iranischen Filmemachers Asghar Farhadi.
Zur Vorbereitung auf ihre Rolle lernte Hauptdarstellerin Niv Sultan Persisch und Krav Maga.
Die Serie wurde um eine dritte Staffel verlängert. Deren Dreh musste Mitte 2023 kurz vor dem Abschluss aufgrund der Streiks der Gewerkschaften von Drehbuchautoren und Schauspielern unterbrochen werden.

## Besetzung und Synchronsprecher
In der deutschen Synchronfassung werden nur die Passagen deutsch synchronisiert wiedergegeben, in denen in der Originalfassung Hebräisch gesprochen wird. Bei der Herstellung der Synchronfassung führte Ursula von Langen Dialogregie und verfasste Cosima Walter das Dialogbuch.
Die Tabelle nennt die Schauspieler, ihre Rollennamen, ihre Zugehörigkeit zur Hauptbesetzung (●) bzw. zu den Neben- und Gastdarstellern (•) je Staffel und ihre deutschen Synchronsprecher.
|                  |                    | Staffel | Staffel | Staffel |                          |                                                                                                |  |
| Rollenname       | Schauspieler       | 1       | 2       | 3       | Dt. Synchronsprecher     | Rolle                                                                                          |  |
| ---------------- | ------------------ | ------- | ------- | ------- | ------------------------ | ---------------------------------------------------------------------------------------------- |  |
| Tamar Rabinyan   | Niv Sultan         | ●       | ●       | ●       | Maresa Sedlmeir          | Mossad-Agentin, Hackerin                                                                       |  |
| Faraz Kamali     | Shaun Toub         | ●       | ●       | ●       |                          | Ermittler bei der Spionageabwehr der Iranischen Revolutionsgarde                               |  |
| Milad Kahani     | Shervin Alenabi    | ●       | ●       |         |                          | Demokratieaktivist                                                                             |  |
| Qasem Mohammadi  | Vassilis Koukalani | ●       | ●       |         | Claus Vester             | Geheimdienstchef (Staffel 1) bzw. Oberbefehlshaber (Staffel 2) der Iranischen Revolutionsgarde |  |
| Meir Gorev       | Menashe Noy        | ●       |         |         | Josef Vossenkuhl         | Einsatzleiter beim Mossad in Tel Aviv                                                          |  |
| Yael Kadosh      | Liraz Charhi       | ●       |         |         | Shandra Schadt           | Leitende Mossad-Agentin                                                                        |  |
| Peyman Mohammadi | Darius Homayoun    |         | ●       |         |                          | Sohn von Qasem und Fatemeh Mohammadi                                                           |  |
| Nahid Kamali     | Shia Ommi          | •       | ●       | ●       |                          | Ehefrau von Faraz Kamali                                                                       |  |
| Marjan Montazeri | Glenn Close        |         | ●       |         | Kerstin Sanders-Dornseif | Britische Psychotherapeutin und Mossad-Agentin                                                 |  |
| Eric Peterson    | Hugh Laurie        |         |         | ●       |                          | Südafrikanischer Nuklearinspektor, arbeitet heimlich mit dem IRGC                              |  |
| Ramin Rasmi      | Phoenix Raei       |         |         | ●       |                          | Schmuggler mit Verbindungen zur iranischen Regierung, arbeitet auch mit CIA zusammen           |  |
| Nissan           | Sasson Gabai       |         |         | ●       |                          | Mossad-Agent mit dem Codenamen הָאוּחַ (ha-Oach, deutsch: „der Uhu“), arbeitet mit Tamar zusammen |  |
| Ali Aghazadeh    | Arash Marandi      | •       |         |         |                          | Ermittler bei der Spionageabwehr der Iranischen Revolutionsgarde                               |  |
| Masoud Tabrizi   | Navid Negahban     | •       |         |         |                          | Reisebüro-Inhaber                                                                              |  |
| Vahid Nemati     | Sia Alipour        |         | •       |         |                          | Freund von Milad                                                                               |  |
| Yulia Magen      | Sara von Schwarze  |         | •       |         |                          | Einsatzleiterin beim Mossad in Tel Aviv                                                        |  |

## Veröffentlichung
In Israel begann der Sender Kan 11 mit je einer Doppelepisode am 22. und 29. Juni 2020 mit der Erstausstrahlung der ersten Staffel. Die im Juli in wöchentlichem Ausstrahlungsrhythmus fortgesetzte Staffel erreichte im Abendprogramm nach Angaben der Zeitung The Jerusalem Post ein ungewöhnlich großes israelisches Publikum, obwohl der Sender jede Episode am Folgetag ihrer Erstausstrahlung kostenlos zum Streaming auf seiner Webseite bereitstellte. Am 25. September 2020 waren die ersten drei Episoden weltweit zum Abruf bei Apple TV+ verfügbar, die übrigen Episoden der ersten Staffel erschienen in wöchentlichem Rhythmus im Oktober 2020.
Die zweite Staffel begann Kan 11 am 5. Mai 2022, wiederum mit einer Doppelepisode, erstauszustrahlen, und setzte sie in wöchentlichem Rhythmus fort. Die Episoden erschienen am Folgetag der israelischen Erstausstrahlung weltweit bei Apple TV+.
Die dritte Staffel war ursprünglich für April 2024 geplant. Die Ausstrahlung wurde jedoch nach den Terrorangriffen der Hamas auf Israel am 7. Oktober 2023 und dem Beginn des Gaza-Krieges verschoben. Aus Rücksicht auf die Opfer und das sensible politische Klima verständigten sich die Produzenten auf eine spätere Veröffentlichung. Die Erstausstrahlung erfolgte schließlich ab dem 9. Dezember 2024 im israelischen Fernsehen auf Kan 11. Apple TV+ veröffentlichte die Staffel zunächst nicht; auch in den deutschsprachigen Ländern war sie bis mindestens Juni 2025 nicht im Streamingangebot verfügbar. Ein weltweiter Starttermin auf Apple TV+ wurde bislang nicht bekanntgegeben.

## Episodenliste

### Staffel 1
| Nr. (ges.) | Nr. (St.) | Deutscher Titel                    | Originaltitel                    | Erstveröffentlichung Israel | Deutschsprachige Erstveröffentlichung (Apple TV+) |
| ---------- | --------- | ---------------------------------- | -------------------------------- | --------------------------- | ------------------------------------------------- |
| 1          | 1         | Notlandung in Teheran              | Emergency Landing in Tehran      | 22. Juni 2020               | 25. Sep. 2020                                     |
| 2          | 2         | Blut an ihren Händen               | Blood on Her Hands               | 22. Juni 2020               | 25. Sep. 2020                                     |
| 3          | 3         | Yasamins Tochter                   | Yasamin’s Girl                   | 29. Juni 2020               | 25. Sep. 2020                                     |
| 4          | 4         | Shakira und Sick-Boy               | Shakira and Sickboy              | 29. Juni 2020               | 2. Okt. 2020                                      |
| 5          | 5         | Der andere Iran                    | The Other Iran                   | 6. Juli 2020                | 9. Okt. 2020                                      |
| 6          | 6         | Der Ingenieur                      | The Engineer                     | 13. Juli 2020               | 16. Okt. 2020                                     |
| 7          | 7         | Tamars Vater                       | Tamar’s Father                   | 20. Juli 2020               | 23. Okt. 2020                                     |
| 8          | 8         | Fünf Stunden bis zum Bombenangriff | Five Hours Until the Bombing Run | 27. Juli 2020               | 30. Okt. 2020                                     |

### Staffel 2
| Nr. (ges.) | Nr. (St.) | Deutscher Titel     | Originaltitel  | Erstveröffentlichung Israel | Deutschsprachige Erstveröffentlichung (Apple TV+) |
| ---------- | --------- | ------------------- | -------------- | --------------------------- | ------------------------------------------------- |
| 9          | 1         | 13.000              | 13,000         | 5. Mai 2022                 | 6. Mai 2022                                       |
| 10         | 2         | Planänderung        | Change of Plan | 5. Mai 2022                 | 6. Mai 2022                                       |
| 11         | 3         | PTBS                | PTSD           | 12. Mai 2022                | 13. Mai 2022                                      |
| 12         | 4         | Die reichen Kinder  | The Rich Kids  | 19. Mai 2022                | 20. Mai 2022                                      |
| 13         | 5         | Doppelfehler        | Double Fault   | 26. Mai 2022                | 27. Mai 2022                                      |
| 14         | 6         | Faraz’ Entscheidung | Faraz’s Choice | 2. Juni 2022                | 3. Juni 2022                                      |
| 15         | 7         | Betty               | Betty          | 9. Juni 2022                | 10. Juni 2022                                     |
| 16         | 8         | Blutbegräbnis       | Blood Funeral  | 16. Juni 2022               | 17. Juni 2022                                     |

### Staffel 3
| Nr. (ges.) | Nr. (St.) | Deutscher Titel | Originaltitel             | Erstveröffentlichung Israel | Deutschsprachige Erstveröffentlichung (Apple TV+) |
| ---------- | --------- | --------------- | ------------------------- | --------------------------- | ------------------------------------------------- |
| 17         | 1         | –               | Radioactive World         | 9. Dez. 2024                | –                                                 |
| 18         | 2         | –               | Punch in the Face         | 16. Dez. 2024               | –                                                 |
| 19         | 3         | –               | In the Lion's Den         | 23. Dez. 2024               | –                                                 |
| 20         | 4         | –               | Into the Fire             | 30. Dez. 2024               | –                                                 |
| 21         | 5         | –               | Unfinished Business       | 6. Jan. 2025                | –                                                 |
| 22         | 6         | –               | No Way Out                | 20. Jan. 2025               | –                                                 |
| 23         | 7         | –               | Nissan's Moment of Truth  | 27. Jan. 2025               | –                                                 |
| 24         | 8         | –               | On the Brink of the Abyss | 27. Jan. 2025               | –                                                 |

## Rezeption

### Kritik
Bei Rotten Tomatoes erhielt die erste Staffel ein Tomatometer von 94 %, die zweite Staffel von 83 %. Bei Metacritic erhielt die erste Staffel einen Metascore von 72.
Laut Christian Buß schaffe die erste Staffel, wie er im Spiegel schrieb, „eine fast utopisch anmutende Durchlässigkeit, indem sie die israelische Agentin und den iranischen Hacker in einer Liebesgeschichte vereint. Der Feind in meinem Bett: Dass psychologisch glaubhaft das menschliche Glück inmitten der politischen Grausamkeiten aufleuchtet, spricht für die Serie.“
Dem Autor Carsten Heidböhmer vom Stern zufolge provoziere die erste Staffel Vergleiche mit Homeland und erzähle „eine spannende Spionagegeschichte über den Konflikt zwischen Israel und Iran – und führt eine fantastische neue Hauptdarstellerin ein“.
Anlässlich des Erscheinens der zweiten Staffel beurteilte Andreas Scheiner in der NZZ die Serie begeistert als „differenziert“ und „unerhört spannend“.
Michael Pekler befand die Serie im Freitag auch in der zweiten Staffel als „eine der aktuell spannendsten TV-Serien […], die von der Realpolitik gespeist werden“.
Als Problem der zweiten Staffel nennt Daniel Killy in der Jüdischen Allgemeinen, dass sich die „zwar ungeheuer spannenden und actionreichen Fehlschläge und Aktionen“ zusehends in Richtung Klischee bewegen. Da helfe auch das „meisterhafte Spiel von Glenn Close nicht hinreichend weiter“, die als neue Agentenführerin im Mossad die Dinge richten soll.

### Auszeichnungen
- International Emmy Award
  - 2021: prämiert als Beste Dramaserie
- Critics’ Choice Television Award
  - 2023: nominiert als Beste fremdsprachige Serie
- Preis der Israelischen Fernseh-Akademie
  - 2020: nominiert als Beste Dramaserie
  - 2020: prämiert als Beste Darstellerin in einer Dramaserie (Niv Sultan)
  - 2022: prämiert für die Beste künstlerische Leitung (Yoel Herzberg)